# Phorbia rustica
Phorbia rustica este o specie de muște din genul Phorbia, familia Anthomyiidae, descrisă de Robineau-desvoidy în anul 1830.
Este endemică în Franța. Conform Catalogue of Life specia Phorbia rustica nu are subspecii cunoscute.